# 機動刑事ジバン
『機動刑事ジバン』（きどうけいじジバン）は、1989年1月29日から1990年1月28日まで、テレビ朝日系列で全52話が放送された、東映制作の特撮テレビドラマ、および作中に登場するヒーローの名称。
放送時間は当初毎週日曜9時30分 - 10時、1989年4月2日放送分（第10話）より同8時 - 8時30分（いずれもJST）。「メタルヒーローシリーズ」の第8作目であり、年号が平成になってから最初の作品でもある。

## 概要

### 特徴
本作品は、『超人機メタルダー』以来となるロボットヒーロー物として制作されている。また、主人公が表の顔は刑事で、事件が起これば人目につかないようにジバンになるため、変身のシーンはほとんど描写されないがホログラムのような光に包まれて人間態の姿に戻る場合はある。
このようなキャラクター表現は1987年に公開された映画『ロボコップ』の影響を受けたものであり、その影響はこれ以外にもジバンの機械的な動作や、各種メカニックの描写などにも大きく現れており、このようなロボット戦士路線は宇宙刑事シリーズのような正統派ヒーロー路線への回帰が意図されたものとなった。また、当初は主人公とヒーローが同一であるような演出をしない効果的にアナクロニズムを生かした手法や、主人公と深く繋がる少女である五十嵐まゆみの登場など1950年代の特撮ヒーローを彷彿させる設定となっている。また、随所に『エイトマン』へのオマージュも含まれている。一方で、電子警察手帳を構えて対バイオロン法を読み上げるなど、時代劇に通じるケレン味のある演出も特徴である。また、バンダイの担当者であった野中剛は、当時流行していたテレビドラマ『あぶない刑事』の雰囲気も目指していたと述べている。
本シリーズの主人公としては初めて、地球の公的機関に所属している設定となっている点や、後半にパーフェクトジバンが登場したことにより投入された大型火器の登場が挙げられる。また、それまでヒーローが使用する車両は国産メーカーのものが中心だったが、本作品にてGMの車両が初めて使用された。これらの要素は以降の同シリーズ作品にも多く取り入れられている。
他に本作品で特筆すべき点は「なりきりアイテム」の好調である。メタルヒーローはこれまで巨大変形メカの超合金やヒーローのフィギュアなどが主力だったが、本作品の「DX電子ポリス手帳」の売上が好調だったことにより、これ以降は登場キャラの持っている小道具が主力になる。また、大型武器「オートデリンガー」の売上もクリスマスシーズンに好調となり、以後のシリーズでも中盤での大型武器の登場が恒例となった。
初期案のネーミングは「未来刑事デッカー」、「デッカル」でどちらも放送直前の児童誌に載ったことがある。
ストーリー面では、オープニングナレーションでも紹介されているように、直人とまゆみの交流を軸にするプロットだったが、当時人気子役であったまゆみ役の間下このみの多忙さから、後述の展開によって中盤から終盤に至るまでの長期にわたり、ジバンの元から引き離されるという展開が続いた。

### 放映時間の変更
前述の通り、本作品では放送期間中に放送時間が変更されている。これは1989年春の改編において、報道・政治討論番組『サンデープロジェクト』が立ち上げられたことに伴う編成枠の見直しが実施されたもので、それまで10時30分 - 11時に設定されていたABC制作ドキュメント枠が1時間前倒しされ、それに押し出される形で本作品も8時 - 8時30分へと放送時間が変更された。結果、それまで『題名のない音楽会』を挟んで分断されていた8時30分より放送のABC制作アニメ枠（同時期に『新ビックリマン』へ移行）とは放送時間が連続し、テレビ朝日系では日曜8時台が子供向けの時間帯、9時台以降は大人向けの時間帯と明確に確立された。
他方で、クロスネット局であった青森放送（RAB）とテレビ大分（TOS）の2局では放送時間の変更は行われず、この体制はRABでは『ソルブレイン』放映時の青森朝日放送（ABA）開局前まで、TOSでは『ジャンパーソン』放映時の大分朝日放送（OAB）開局まで続いた。またフルネット局でも広島ホームテレビなどのように、地元スポンサーなどの関係で既存のローカル番組を移動できず、同様に遅れネットとなった局も一部にあった。これら遅れネットで放送した局では時間移動後もスポンサーは同じだったが、クレジットはクロスネット局・遅れネット局から出していた。
ABCでは夏の高校野球の中継時期を迎えると、そちらを優先しなければならないため、前作『世界忍者戦ジライヤ』以降平成仮面ライダーシリーズに至るまで、日曜日に4試合が行われる週は放送休止を余儀なくされている。しかも当時は別時間帯での振替放送という救済措置が行われておらず、休止された回はそのまま飛ばされていた。

## あらすじ
セントラルシティ署の青年刑事・田村直人は、犯罪組織バイオロンに襲われた五十嵐博士、孫娘のまゆみを救うために命を落とした。だが彼は、“ジバンプロジェクト”の被験者に選ばれ、サイボーグとして蘇った。普段は同僚たちと共に平刑事を装って捜査にあたっている直人は、ひとたびバイオロンの悪事を嗅ぎつけるや、銀色のボディに包まれた機動刑事ジバンに姿を変え、バイオロンと戦うこととなる。

## 登場人物

### セントラルシティ署捜査課
田村 直人（） / 機動刑事ジバン
主人公。1965年9月2日生まれの24歳。本籍は長崎県長崎市鶴見台三－十八－三十 現住所 東京都渋谷区神泉町十五－九 リストマンション五一一。一人称は「僕」。
半年前、バイオロンに襲われていた五十嵐博士とその孫娘まゆみを助けるべくウニノイドと交戦、倒しながらも殉職。瀕死の重傷を負った五十嵐博士が施した蘇生改造手術により、対バイオロン用兵器である機動刑事ジバンとして復活。完成直後に五十嵐博士が亡くなってしまったために満足な調整を受けていないため、いつ機能停止に陥るかも分からないが、それでも彼は消えることのない正義の心から警視庁秘密捜査官警視正としてバイオロンと戦うことを決意。ジバン秘密基地がある五十嵐家に下宿するようにもなる。
正義感が人一倍強く、優秀な警察官でもあるのだが、ジバンであることを隠すべく、捜査に支障が生じない範疇でドジを起こし、昼行灯を装う面があるため、同僚たちからは呆れられることも少なくない。しかし、地域からの評判はかなり高く、非番の時には子供たちの野球や剣道のコーチを引き受ける姿も見せる。
五十嵐家壊滅後は、アパートに引っ越しバイオロンと戦いながら、失踪したまゆみの行方を追っていた。第50話において、洋子に両親と生まれて間もない妹のまゆみが10年前の1980年1月23日に田舎の親戚の家に遊びに行って失踪したことから、自分の手で家族を探し出すために警察官の道を選んだことを告白。偶然にも五十嵐まゆみこそが実の妹だったことを柳田に隠匿されていたことにショックを受けるが、まゆみと兄妹として再会を果たす。
バイオロン壊滅後、散っていった仲間たちの墓参りを済ませ、平和を守るための旅に出る。

片桐 洋子（）
直人の先輩刑事。
かなりの行動派であり、愛銃はコルトガバメント。拳銃の腕は確かなもので、清志郎曰く「セントラルシティ署でも随一」。マスク程度なら難なく倒せる上、愛銃以外の銃器の扱いにも長けている。車（白のマツダRX-7）の運転は、かなり乱暴。ポニーテールにミニスカートあるいはボディコンの格好であることが多く、ピストルを撃つ際に少しスカートを捲り上げる（腰を低くするため）。
直人がジバンであることは知らないが、自らが危機に陥った場合には直人を呼ぶほど彼を頼りにしており、自身もジバンの良き戦友になっていく。第12話では、直人からコンパクトを誕生日プレゼントに贈られた。
最終話で実兄だと知った後のまゆみが"お兄ちゃん"と呼んでジバンに抱きついたことで直人がジバンだと気づく。

村松 清志郎（）
課長代理。自称エリートでシティボーイだが実は地方（秋田）出身。村松アコという妹がいる。
課長の腰巾着っぽい人物でもあり、直人に先輩風を吹かせているが、昼行灯の直人とはまた違うタイプのおっちょこちょいな上に調子に乗りやすく、バイオロンからは「ダメ刑事」と呼ばれている。洋子に好意を寄せているが全く相手にはされていない。
大抵、ドジを踏んで敵に捕まったり、頓珍漢な意見を披露したりするのがお決まりではあるが、どうしようもないダメ刑事というわけではなく、敢然と悪と戦う場面も見られる。実際にマスクとの格闘や銃撃戦に参加している。
趣味は釣りで出張先にまで釣り道具を持っていき仕事中にもかかわらず糸を垂らすほどの釣り好き。
洋子と同じく、ジバンに絶対の信頼を置いているが第24話ではバイオロンとの戦いで負傷した膝をジバンから秘密裏に治療されたことから、自分がジバンであると勘違いしたこともある。

松本 美智代（）
事務員。直人に気がある様子。

坂東 武子（）
捜査課長。ヒステリックで荒っぽい言動が目立つ。登場は第4話まで。

### 五十嵐家
五十嵐 まゆみ（）
五十嵐博士の孫娘で小学生の少女。8歳。第11話で誕生日が描かれ、9歳になる。身長134cm。
五十嵐博士と共にバイオロンのウニノイドに襲われた際、直人に助けられる。それにより、命を落とした直人がジバンとして蘇るための改造手術を施されながらも起動せずにいた際、彼女の流した一筋の涙がジバンを起動させた。以降は、ジバンの助手として活動。
第17話・第18話で両親共々、バイオロンに襲われ、ジバン暗殺のための指輪爆弾を取り付けられてしまうが、ジバンを巻き込みたくないことから滝に飛び込んで消息を絶つ。第20話において、記憶を失っている最中、良と出会い、みどりという名を与えられる。ジバンを指輪爆弾で死なせてしまう恐怖が残っているためにジバンを遠ざけ、良と共に逃避行生活を送る。第46話でジバンの手で指輪爆弾を外してもらうも良が爆死。そのショックから記憶を取り戻すも第46話でバイオロンに再び捕らわれてしまう。
実は直人の生き別れの妹であり、赤ん坊のころ、バイオロンの人間狩りの被害に遭い、北海道のバイオロンアジトに1人取り残されていたところを五十嵐博士と柳田に保護されたが、両親を亡くしたことと身元が分からなかったことから、五十嵐家の養女になっていたことが第50話で判明。第52話（最終回）において、実兄である直人と本当の意味での再会を果たす。
バイオロン壊滅後、五十嵐夫妻との生活を再開。旅立った直人の手紙を読みながら、再会を夢見て送り出した。

五十嵐 俊一（）
まゆみの父親。自宅で五十嵐医院を経営している。趣味はゴルフ。
第17話でバイオロンの襲撃に遭った際、柳田から事情を聞かされる。第18話以降、妻の静江共々、柳田が用意した別の場所で暮らしながら、まゆみが帰ってくることを願う日々を過ごす。
バイオロン壊滅後、帰ってきたまゆみとの生活を再開。

五十嵐 静江（）
まゆみの母親。専業主婦。
第17話・第18話でバイオロンに捕らわれ、まゆみをおびき寄せるために利用されてしまい、ジバンに助けられながらもまゆみは行方不明になってしまう。
バイオロン壊滅後、まゆみと再会を果たす。

五十嵐 健三（）
ジバンの開発者でまゆみの祖父。1924年生まれ。
対バイオロン用兵器製造計画「ジバン計画（）」（JIBAN PROJECT）を密かに進めていたが、その兵器であるジバンはサイボーグであり、非人道的と感じた彼は仮に志願者が現れたとしても中止するつもりでいた。しかし、バイオロンのウニノイドに襲われた際、自分と大切な孫娘のまゆみを守るために命を落とした直人を死なせたくないという思いから、自らも瀕死の重傷の身である中で計画を実行して直人にサイボーグ手術を施すも、ジバンの起動を見ることなく息を引き取る。享年65。
国立科学アカデミーバイオ研究所の所長だったころ、その施設においてドクターギバ（ギバノイド）を誕生させてしまっており、ジバンとドクターギバの両方の誕生に深い係わりを持つ人物でもある。

### ジバンの関係者
柳田 誠一（）
第11話より登場。1935年生まれの54歳。警視庁秘密調査室統括責任者であり、五十嵐博士の助手としてジバン計画にも携わっていた。
最初は直人をジバンにすることに反対したが、五十嵐博士の熱意に負けてサポートを行いジバンを誕生させる。直人にいつまで生きられるかわからないことを告げつつ、五十嵐博士の遺志を継ぎバイオロンと戦うことを諭し、直人にジバンの名と警視正の階級を与えた。その後も立場上常時ではないもののジバンをサポートし、ジバンおよび直人の良き補佐役である一方、第19話ではバイオロンの元となる生命体が入った瓶と引き換えに少女をマッド・ガルボに人質にされた際も、それを渡せばバイオロンの謎を解明できないと瓶を渡さないなど非情な一面も見られた。
第51話でジバン基地を犠牲にして、バイオロンの本拠地を突き止めた後、基地の崩壊に巻き込まれ、直人に後を託して息絶える。
直人が両親亡き後の唯一の肉親である妹を捜していることを、そして五十嵐まゆみが直人の妹だと知りながら、いつ絶命するかもしれない直人に妹のことを隠匿していた。五十嵐夫妻の心を思い遣るつもりでも直人と五十嵐夫妻の心情を踏み躙る発言をしたが、その一方で長く妹を捜し続けていた彼の心を踏み躙ったことを後悔していたらしく、死に際に兄妹を引き裂きかけた罪に対する遅すぎる謝罪の言葉を残した。

ボーイ
ジバン基地全般を管理する第6世代コンピュータ。データ解析などを受け持つ。後にハリーの身体に移植され、ハリーボーイとなる。

ハリー
第5話から登場。板倉博士が開発した第6世代コンピュータ内蔵で世界60カ国語以上を話すマスコットロボット。1985年生まれ。
平和主義な性格から当初は戦いによる解決を全面否定していた。バイオロンに捕らえられた板倉博士を救出するために電気ショックで戦い一度は機能停止するもメモリーチップが無事であったために修理されて復活。
第17話で五十嵐家に遊びに来た際、バイオロンによる五十嵐家襲撃に巻き込まれながらも第18話でバイオロンに捕まったまゆみを救出するためにアジトに潜入。マーシャとカーシャに捕まり、谷底に投げ捨てられてしまい大破。再び機能停止に追い込まれてしまったが、19話冒頭にて柳田の手で改修され、ハリーボーイとして復活を果たす。
ハリーボーイ
ボーイのメモリーチップを移植された新生ハリー。胴体にボーイのような赤いレンズのカメラが新たに追加された。
ジバンを情報面からサポートし、失踪したまゆみに代わってジバンの助手も務める。
第51話で柳田からバイオロン基地を突き止める捨て身の作戦に共に残り、ジバン基地崩壊に巻き込まれて損傷。直人に看取られながら機能を停止した。

### その他の人物
早川 良（）
第20話より登場。26歳。
北海道美術大学の大学院生だったが、半年前にバクハノイドが起こした美術品爆破事件の現場に偶然居合わせたことから、容疑者として追われている。自身の無実を証明するため、警察の目から逃れると同時に犯人を追い掛けていた。その途上で記憶喪失になったまゆみを助けたことから、彼女と行動を共にするようになった。
元美大院生ということもあって、芸術品や美術品に関する思い入れは大変強い。特に愛着して止まないのはモナリザで、「僕の女神だ」と劇中で言い切っている。特殊な戦闘能力を持たない一般人の身でありながらそれらを傷つけようとする者を許さず、相手がバイオロンでも立ち向かう勇気を持つ。
前述の理由から生活は苦しく金銭的にも不自由で、車中泊を繰り返すことで日々を凌いでいた。そんな暮らしの中でもまゆみには精一杯優しく接し、思慕を置かれる間柄となる。
第46話にて、クイーンコスモに捕われたまゆみを救うために奮闘。ジバンと共にまゆみを助け出し、命懸けで指輪爆弾を回収・投げ飛ばすも爆風で致命傷を負い、まゆみに看取られながら息を引き取る。遺体は直人の手で河原に埋葬された。

## 機動刑事ジバン
セントラルシティ署の刑事・田村直人がサイボーグ化された警視庁秘密捜査官。階級は警視正。サイボーグではあるが比較的、人間の時と大差ない生活ができるようである。
ボディはジバンファイバー製で、並大抵の火器などではまるで歯が立たない。力は鉄骨も持ち上げ、スピードはサラブレッド並み。動力は電気エネルギーであり、長時間の戦闘には不向きで、エネルギー切れに陥りそうになったこともある。また、射撃に関しては秀でているが、剣術に関しては秀でてるとは言い難い。
普段は直人として生活しており、必要に応じて自在にジバンに変身する。この変身プロセスの詳細には作中ほとんど触れられておらず、全編通しての明確な変身シーンは第11話でジバンとして初起動してから直人の姿に戻る際と、第51話にてマスクの襲撃に立ち向かいながら青白い光に包まれて変身した際のみに留まっており、大抵の場合は直人の姿で物陰に隠れたのち、ジバンとして出てくるという描写がなされる程度である。第1話では序盤からほぼ全編ジバンとして登場し、戦闘後のクライマックスでようやく直人の姿を見せる。
洋子、清志郎などの署内関係者・下宿先のまゆみの両親はもとより、敵組織のバイオロンにも正体を知られないようにしていたため、ジバンとして活動する際には直人自ら行方をくらますか、敵の襲撃に遭って生死不明になるなどして姿を消したのち、ジバンとなって現れることが多かった。他に第42話では洋子や清志郎が敵の襲撃で気絶したのを見計らってから変身したほか、第25話ではロダンの考える人の銅像になり済まし、その身体を破って敵の前に現れるイレギュラーな登場も果たした。
両腕を広げて人々の盾となり敵の銃弾を受けるという描写は、次作品以降のメタルヒーローでも引き続き描写された。
造形
それまでのメタルヒーローシリーズでは部分的に用いられていたFRPが、ジバンでは全身に使われている。これにより全体的な見栄えが良くなった一方、パーツが大型化し、手足が長くないと全体のバランスが悪くなるという問題があったが、本作品でメインを演じた横山一敏は長身のためバランスが良く、バンダイで玩具開発を担当していた野中剛は手応えを感じたという。
またパーツをピン留めする必要があるため着脱には時間がかかり、アクションもしづらいものとなっている。

### 基本武装
下記の武装の他、左胸の「☆」マークが表示されているパネルから様々な光線を発することができ、被害者の身体に付着した薬剤を熱線で蒸発させたり、バイオノイドの触手を分解・消滅させて拘束を解いたりといった用途に用いられている。初期にはトドメを刺す前にこの部分に敵の画像を写していた。同時にこの部分はジバンの心臓部でもあり、第34話でマッド・ガルボがジバンを倒した際にはこの部分に剣を突き刺してパネルを破壊し、とどめを刺している。
マクシミリアン TYPE-3
ジバンの右大腿部に収納されている3種類に変形する武器。オープニング映像でのみ、左手首の甲を右の拳でスタンプのように叩くと飛び出すシークエンスが描写されている。
マクシミリアンスティック
マクシミリアン TYPE-3の基本形態である十手。高圧電流のディスクローズショックを放つ。通常はこの状態で収納されている。
マクシミリアンガン
マクシミリアン TYPE-3が変形した光線銃。通常の破壊光線の他、人間に化けたバイオノイドの正体を暴くサーチバスター、マクシミリアンの全エネルギーを放出して大ダメージを与えるラストシューティングという光線も発射できる。
マクシミリアンソード
マクシミリアン TYPE-3が変形した剣。エネルギーを集めることで光り輝く必殺武器になる。
敵に突進して、すれ違いざまに斬りつけ、振り向きざまに縦斬りを決めるジバンエンド（序盤ではすれ違いざまに胴切り）降下しながら十字斬りを放つジバンハーケンクラッシュ。ダイダロスで飛行しながら敵を斬るジバンフライングクラッシュという必殺技があり、ジバンエンドが最も多用された。
最終話でギバノイドの胸に突き刺してトドメを刺し、そのまま失われた。

電子警察手帳
柳田から与えられたジバンの身分証明アイテム。名乗りを上げる際にジバンの腹部から取り出し提示する他、1から9までの3桁の暗証番号の入力により専用マシンやダイダロスを呼ぶ（「1→5→3」のコードでたいていのメカを呼び寄せる）。この他、星マーク部分を発光させることで直人をジバンに変身させる機能を持つ（本編未使用）。
- 元々は単独での玩具化の予定はなかったため、固有名称が存在しない。しかし、劇中で印象的な演出がなされたことで電子手帳を含めた廉価版玩具「機動刑事セット」が予想以上の売上となり、その後『DX電子ポリス手帳』として単独商品化された。そのため、初期装備でありながら玩具発売は番組中盤の7月であった。

マルチワーカー
ジバンの右腕に内蔵されており、使用時にポップアップするドリル。大型の太い針・ニードリルやハイパービームを発射可能。主に緊急時に使用されることが多く、バイオノイドとの格闘戦の際、一種の暗器として威力を発揮した。パーフェクトジバンに強化改造後は使用されていない。

グリップガン
設定上、ジバンの左腕に内蔵されているワイヤー付き手錠。

高機動システムウエポン ダイダロス
第12話から登場した新兵器であり、空を飛ぶことが出来る新ユニット。普段はレゾンのトランクに格納されており、電子手帳で呼び出すことでジバンの元に飛んでくる新装備。背部に背負うバックパックタイプの飛行ユニットと2連装ビーム砲の2種類の使い方が可能であり、ビーム砲モードのダイダロスボンバードは、ジェネレーターをフル回転させることでエネルギーを集中させ、ビルのワンフロアも一撃で破壊する高エネルギーの必殺光線ダイダロスファイヤーを発射する。飛行ユニットは、宇宙遊泳に使われる有人機動ユニット（MMU）を連想させるフォルムである。第34話でダイダロスファイヤーをサイノイドに破られ、35話でパーフェクトジバンに強化された後は、専ら飛行ユニットとして用いられることが多くなった。

### パーフェクトジバン
第34話でマッド・ガルボとサイノイドに敗れ完全に破壊され機能停止したジバンが、J・P・U計画によって3つの新兵器を得て強化復活を果たした究極の戦闘形態。これらの要素を除けば外見上は従来通りのジバンであるが、ノーマルのジバンと比較して50%のパワーアップを果たしている。前述の通り、強化武装の一つであるダイダロスも引き続き使用でき、第42話において4つの武器をフル装備した状態で戦ったことがある。
DVD第4巻の同梱パンフレットには、作中未登場だったパーフェクトジバンの強化系に当たる「ストロングジバン」が記載されている。ストロングジバンは、次作品『特警ウインスペクター』のファイヤーのマックスキャリバーとウォルターのディスライダー、肩バルカン砲を装備している。
オートデリンガー
ジバン最強の重装機動兵器。強力弾丸を高速連射し、敵の掃討に威力を発揮するサブマシンガンモードと、ダイダロスの30倍以上の破壊力を誇る最強必殺技ファイナルキャノンモードの2種類のモードがある。最終話で破壊されている。
- プロップは後にグレーのペイントを施され、東映Vシネマ作品『女バトルコップ』の「ニュートロンマグナム」に流用された。

ニードリッカー
右腕に装着する大型ドリル。ジバンが一度敗北を喫したサイノイドの角を容易く破壊するほどの硬度を有し、先端から光線を照射する機能も備える。最終話前でマッド・ガルボの攻撃で吹き飛ばされた。

パワーブレーカー
左腕に装着する大型シールド。先端に装備された強力なパワーハンドは敵を捕獲し、万力のように絞め上げたり、遠方へ投げ飛ばしたり出来る。こちらも最終話前でマッド・ガルボの攻撃で吹き飛ばされている。

### メカニック
ジバン三大メカとも呼ばれているスケルトンブラックカラーのマシンたち。第6世代の人工知能を搭載されており、機械間では信号音で会話を使うが、人間と同じく会話までこなし、感情もある。これらは、ジバンと意識がシンクロしており、ジバンが機能停止すると、これらのメカも機能停止してしまう。実際にジバンが破壊された直後、ジバン基地に格納されていた3機とも動かなくなったという描写がなされている（第35話）。
ジバン基地崩壊前に柳田の手で脱出させられるが、最終話で3機とも破壊される。
- 上記の「ストロングジバン」と共に三大メカが人型化する案もあり、デザイン画まで作られていた。これらは次作『ウインスペクター』のファイヤー、バイクル、ウォルターのデザインに流用されている。[要出典]

レゾン
パトカー型マシン。その装備は「防御」に重点が置かれている。
ニトロパワーによるストラチオガリクソンマークIIターボチャージャーエンジンを搭載した左ハンドル車として設計されており、右側のシートにはジバンを収容するための緊急避難装置が配備され、第34話ではマッド・ガルボに破壊されたジバンを回収し車内に収容している。
防御力が高く、武装として、前部バンパーにレーザーレールガンを内蔵している他、ジバン用の兵装を積載しており、ジバンがパーフェクトジバンに強化されてからは、オートデリンガーをドアの上に装備するようにもなる。
劇中では暴力禁止を訴えるハリーに捜査の協力を拒否され、さらに機内に花火を投げかけられて見失った際、怒りを露わに仕事を投げ出そうとするなど、人間臭い一面も見せた。
最終話において、ギバノイドの反撃の光線で最初に破壊されてしまう。
- 撮影用車両のベース車はGMのポンティアック・トランザム。ボンネット部分にはLEDが使用された。

バイカン
強襲用戦闘バイク。その装備は「攻撃」に重点が置かれており、小回りが利く。
ノーズ部分に光線兵器バルーガ砲を装備。
最終話において、ギバノイドの光線からジバンを庇って破壊されてしまう。

スパイラス
ステルスVTOL戦闘機型マシン。最高速度マッハ0.8。三大メカ唯一の飛行メカ。主に追撃や偵察に使用される。
レーザーバルカンが武器で、ジバンが登場しなくても攻撃することも可能。
最終話では、ジバンを乗せて、ギバの飛行船を追跡するもジバンが飛行船に飛び移った後、飛行船からの光線で破壊されてしまう。

### その他のメカニック
ジバン基地
五十嵐医院の地下に建造された秘密基地。ジバンのメンテナンス装置やボーイ、三大メカが配備されている。
第18話で見せしめとして、五十嵐医院がバイオロンのミサイルで破壊されながらも防御壁で基地は辛うじて守られ、五十嵐医院も既に誰も住んでいないことが幸いして、死者は1人も出なかった。
第51話ではバイオロンの本拠地を突き止めるべく、柳田とハリーボーイの捨て身の作戦でジバンへの連絡電波を発信。これを探知したバイオロンによるミサイル攻撃によって破壊された。

ジバン蘇生装置
第35話に登場。基地の位置が暴かれ破壊された際のリスクを考慮し、メインコンピュータの中に蘇生方法は記されておらず、五十嵐博士の墓標に仕込まれた隠しスイッチに、まゆみが持つペンダントを差し込むことで隠し扉が開くようになっている。扉の内部には五十嵐博士が作り上げた成長型コンピュータが収められている。劇中では、破壊されたジバンの切断された左腕を瞬く間に再生・接合し、同時に致命傷となった心臓部の傷も修復した。

### 対バイオロン法
通常の法律が通用しない犯罪組織バイオロンを取り締まるために「国家上層部」が制定した法。ジバンはバイオロンと戦う前に、電子警察手帳を提示し、抵抗するバイオロンに対して「警視庁秘密捜査官警視正・機動刑事ジバン」と名乗った後で対バイオロン法の第1条から第2条補足までの条文を読み上げ、抹殺するのが、一部の例外を除き毎回のパターンともなっている。ジバン1個人に著しく強大な権力を与える法律である。
第1条
機動刑事ジバンは、いかなる場合でも令状なしに犯人を逮捕することができる

第2条
機動刑事ジバンは、相手がバイオロンと認めた場合、自らの判断で犯人を処罰することができる
（補足）場合によっては抹殺することも許される

第3条
機動刑事ジバンは人間の生命を最優先とし、これを顧みない、あらゆる命令を排除することができる

第5条
人間の信じる心を利用し、悪のために操るバイオロンと認めた場合、自らの判断で処罰することができる

第6条
子どもの夢を奪い、その心を傷つけた罪は特に重い

第9条
機動刑事ジバンはあらゆる生命体の平和を破壊する者を、自らの判断で抹殺することができる

## バイオロン
ドクター・ギバ率いる犯罪組織で、大規模な殺人や破壊を行わずに人類を制圧して日本を丸ごと手に入れ、バイオロン帝国を築くために様々な犯罪を行っている。劇中の台詞から日本各地に支部を持っていることが分かる他、世界各国の犯罪組織とも繋がりを持っている。
- バイオロンの主要なキャラクターは意図的に逆を狙う形で、本来ヒーローや正義側に用いられることの多い「白」を基調としたカラーリングで統一されている[22]。また廃棄物から誕生した生命体という怪人のコンセプトは、後に雨宮が監督として携わった『仮面ライダーZO』のドラスおよびネオ生命体にもそのまま受け継がれている。[独自研究?]

ドクター・ギバ
バイオロンの首領。普段は恰幅がいいコーカソイド系の中年男性のような姿をしているが、人間の顔をした頭部は360度回転し胴体から取り外すことが可能で、体内には2本の突起を有する白い異形の頭部が隠されている。
その正体は、五十嵐博士が所長を務めていた国立科学アカデミーバイオ研究所の廃液処理場から発生したバイオ実験の廃棄物などが意志を持ち誕生した実験用生命体が変化したバイオ怪物・ギバノイドで、いわば全てのバイオノイドたちの始祖に当たる。ショック波を伝播させる蔦と触手を伸ばす。頭部の広がった部分とその上の目からは光線を放つ。この時の姿は骸骨を思わせるようなフォルムとなっており、上記の人間態の頭部を外した状態とは異なったデザインとなっている。
いささか激情家で「自分という存在を産み出しながら無責任である」という理由で人間に対して異常なまでの憎悪を抱く。一方、自分が招いた失策を認められず部下に八つ当たりする人間臭い一面や愉快犯的な作戦を行う面も見られる。第28話ではギバと瓜二つの俳優・グレン島村が登場した。
最終話では、バイオロン帝国を築き上げ、人類を抹殺する野望を語り、ジバンとの戦いでは、3大メカを次々と大破させ、オートデリンガーの直撃にも耐えるだけの強靭さも見せ付ける。まゆみを人質に取り、基地を自爆させて、飛行船で脱出した後、ミサイルで全世界を攻撃しようとするもジバンに阻止された末、飛行船の墜落と共に最期を迎える。
- ギバ、ギバノイドとも雨宮慶太がデザインを担当。雨宮は、劇場版のダイギバノイドを最もスケールの大きい敵と想定していたため、ギバノイドのデザインはやりづらく苦労したと述べている。

マーシャ
女性型のバイオ怪物。ドクター・ギバの秘書兼副司令官であり、普段は白と赤を基調とした服を着用した、若い女性の姿で諜報活動に従事する。
明るくミーハーな性格でパリコレの洋服を好む。
バトルマーシャと呼ばれる白と橙色を基調とした戦闘形態においては、鋭い爪とビーム鞭が武器。
最終話で、ギバにマッド・ガルボと運命を共にするように命令されたにもかかわらず、カーシャと共に逃げ帰ったため、死刑を宣告され、敵であるジバンに助けを求めながら、ギバの光線で消滅した。
- 人間態の衣装、バトルマーシャとも雨宮慶太がデザインを担当。人間態の衣装の背面は篠原保がデザインを担当。

カーシャ
女性型のバイオ怪物。マーシャの相方であり、マーシャ同様に普段は諜報活動に従事。人間態の衣装は白と緑を基調としている。
マーシャ同様に明るくミーハーな性格であり、好きなものはティファニーの宝石。一方、バイオロンに対する忠誠はマーシャより、やや薄いらしく、クイーンコスモの夢見る女だけの帝国の話を聞いた時は憧れを示した。
バトルカーシャと呼ばれる戦闘形態時の体色は白と青。
最期はマーシャと同じ理由でギバに処刑された。
- 人間態の衣装、バトルカーシャとも雨宮慶太がデザインを担当。人間態の衣装の背面は篠原保がデザインを担当。

ブビ
ドクター・ギバに作られたバイオ生物。木の切り株のような姿をしており、巨大化能力を持つ。バイオロン基地でのカーシャとマーシャのおしゃべりを煙たがっており、「うるさい、うるさい」が口癖。
捕虜となったまゆみとの交流を経て改心し、バイオロン壊滅後はムクと共に五十嵐家で暮らすようになる。
- デザインは雨宮慶太が担当。

ムク
ブビと同じくバイオ生物。毛むくじゃらで鳥の雛のような身体に鋭いくちばし、ネズミのような手とカタツムリのような触角を有している。3匹が一組で行動し、ブビの後に続いてしゃべることが多い。
ブビ同様にまゆみとの交流を経て改心し、バイオロン壊滅後は五十嵐家で暮らすようになる。
- デザインは雨宮慶太が担当。

マッド・ガルボ
第17話より登場。ドクター・ギバが対ジバン用として全能力を分析して生み出したJキラー（）・バイボーグ。
ジバンと同等もしくは、それ以上の能力を有すると言われる無機生物であり、その開発思想を反映してか、全体的なシルエットやフォルムもジバンに近似したものとなっている。見かけは男性を思わせる姿だが、備わっている人格や声は女性のものであり、第33話で人間に化けた際も女性の姿を取っており、組織に裏切られた振りをしてジバンを騙し、登山者の男性にも擬態した。
鋭い水晶状の刃を持つ剣やダイダロスファイヤーをも防ぐ盾、肩に内蔵されたバイオバズーカや胸部より伸びるガルボアンカーなど様々な武器を装備。黒牙（）と呼ばれるバイカンと同性能のサイドカーも所有。その身体は80%が金属、20%が有機物質から形成されており、唯一ジバンエンドをまともに受けても倒れず、一度はジバンを瀕死状態に追い込んだこともあるなど、尋常ではない耐久度や戦闘能力を発揮する。
ジバンキラーという立場から、バイオロンの最高幹部であり、同じ女性型のマーシャとカーシャとは逆に生真面目な性格。ギバ同様に人間を深く憎悪しており、ジバンの正体を知った際には「身体の他の部分は完全にメカに改造されているが、脳だけは元の田村直人だ。考えること感じることやること全てが下らん人間と同じ」と評した。
第34話にて、宇宙生物の力でパワーアップし、サイノイドと力を合わせてジバンを機能停止に追い込んだ。第50話では盗み出したジバン計画の設計図を元に強化して、ジバンそのものの姿となり、3大メカも操って、ジバンを窮地に追い込むもまゆみの叫びに呼応した天からの電撃でダメージを受けたショックで元の姿に戻ってしまい、以降はジバンの姿になることはなかった。第51話ではジバンに仲間たちの幻影を見せて油断を誘おうとするも心を鬼にしたジバンには通用せず、マクシミリアンソードに叩き切られながらも耐え抜くが、ファイナルキャノンの前に敗北・最期を迎える。
- 『人造人間キカイダー』のハカイダーや『巨獣特捜ジャスピオン』のマッドギャランのような黒いダークヒーローが多かった中で、白を基調としたデザインや性別不詳のキャラクターが独自性を出している。
- デザインは雨宮慶太が担当。雨宮によれば、マッド・ガルボが女声であることは彼自身の意図によるものではなく、もう少し正統派の悪にして欲しかったと後に語っている。

バイオノイド
ドクター・ギバの作り出す戦闘用のバイオ生命体。名前の後ろには必ず「〇〇ノイド」と付く。海底工場で『怪物の素』を生成し、それを持ち帰りギバの研究所でバイオ怪物を作るという工程が採られているが、研究所のゴミ捨て場から偶然誕生した者もいる。後に、第48話で所在地を突きとめたジバンにより海底工場は爆破されている。
非常に生物的な外見を有するが、何らかの道具を改造して作られたり、兵器を装備もしくは融合させるなど、機械的・無機的な要素も含んだ個体も存在する。またモチーフとなるものは動植物を始め多岐にわたるが、物語初期に登場した個体を中心に、必ずしもモチーフをそのままに反映したわけではない外見の個体も散見される。人間、特に子供の肉が好物である他、黒焦げのパンを気にせず食べる者もいた。
ほとんどの個体は人間に化ける能力をもち、人間社会に潜伏して工作活動や諜報活動に従事する場合もあり、中には物語の始まる5年前から活動していた個体も存在する。しかし、汗をかかなかったり指紋がないなど、普通の人間と異なる特徴を持つ。性格や知能に関しては個体差があり、時には強烈な個性を持つ個体や、生体材料に含まれた因子の影響などが原因で良心に目覚めて悪事を躊躇する個体もいる。
- 初期にデザインされたものは、明確なモチーフを決めずに描き後から見立てるという方法で創作されたが、次第にわかりやすいモチーフへと変化していった。雨宮は、なし崩し的にそうなっていったといい、初期の方向性を貫けなかったことを残念であったと述べている。また、雨宮は当初、見た目はひ弱だが特殊な能力で戦うと強いという方向性で考えていたが、アクション側には理解されず第1話でのカメレオノイドのような演出になったという。

マスク
バイオ生物の戦闘兵士。
黒いズボンにジャンパー、それにマスクと全身黒づくめの出で立ちが特徴で拳銃やライフル、ナイフで武装し、軍用車両を駆ることもある。言葉を話し、人間の姿に化けることも可能。
並みの制服警官こそ圧倒するものの洋子や清志郎には負けるなど、その戦闘能力は必ずしも高くはない。
- デザインは雨宮慶太が担当。

### その他
クイーンコスモ
第28話より登場。バイオロンとは異なる敵勢力でムーンパワー使いの女性。
自身を世界一の美女と自負しており、服や宝石などの美しい物に異常に執着する。
ムーンパワーは直接的な破壊力を発揮する以外にも物体を宙に浮かせ、移動させる。人間の生気を吸い取ったり、花を枯れさせる。人間の心を洗脳・凶暴性を高める。騎士のような分身・ゴーレムコスモを作り出せるなど万能。初登場時はマッド・ガルボのビームすら平然と防ぎ、直後の反撃で撤退せしめた。
その正体は月に投棄された廃棄物から誕生した怪物コスモとよばれる生命体でマクシミリアンソードをも弾く岩石状の強固な身体を持ち、常に浮遊している。破壊光線や溶解液を武器とし、ジバンの電子機器（特に視覚）を狂わせる虫も用いる。
当初はカガワ博士が採取した宇宙生物を取り戻しに地球に現れ、この宇宙生物を巡ってジバンだけでなく、バイオロンとも敵対していたが、人間を憎悪していることではギバと同じであることからジバン打倒のために手を組む。最終的には再度バイオロンと袂を分かち、地球にて、自分の仲間と共に「女だけの帝国」を建国しようと画策。最後は、怪物コスモとなってジバンと戦うもパーフェクトジバンのファイナルキャノンで倒された。
- デザインは篠原保が担当。

## キャスト

### レギュラー・準レギュラー
- 田村直人 / ジバン：日下翔平
- 五十嵐まゆみ：間下このみ（1 - 6・9 - 11・13 - 15・17・18・20・25・35・39・46・49 - 52）
- 片桐洋子：榎田路子（1 - 10・12 - 16・19 - 52）
- 村松清志郎：小西邦夫（2 - 6・9・10・12・14・16・20 - 27・30・34 - 38・40 - 48・51・52）
- 坂東武子捜査課長：渡辺マリ（1 - 4）
- ドクターギバ、グレン島村（第28話）：レオ・メンゲティ（1 - 28・33 - 46・49 - 52）
- クイーンコスモ、ゴーレムコスモ：朝倉陽子（28 - 30・32 - 37・40・43・44・46）
- マーシャ：河合亜美
- カーシャ[注釈 19]：古川明美
- 五十嵐俊一：岸本功（1・2・11・17・50 - 52）
- 五十嵐静江：太地琴恵（1・2・11・17・18・49 - 52）
- 早川良：小林良平（20・25・35・39・46）
- 松本美智代：岡崎ゆきえ（2 - 6・9・10・21・25・26・29・35・36・38・40・42・43・48・52）
- 柳田誠一：石濱朗（11・12・17 - 19・27・31・34・35・50・51）

### 声の出演
- ドクター・ギバ、グレン島村（吹替）[注釈 20]、：飯塚昭三
- ボーイ：伊倉一恵
- ハリー→ハリーボーイ[注釈 21]：溝口綾
- マッドガルボ：弥永和子
- ブビ：神山卓三（第1 - 38話）、大山豊（第39 - 52話）
- ムク：太地琴恵
- レゾン、バイカン、スパイラス：菊地毅
- ナレーター：大平透

### 主なゲスト出演者
- 篠原コウイチ：佐藤功（第4話）
- 板倉博士：宮寺康生（第5話）
- 影山：伴直弥（第6話）
- 村上ミコ：中野美穂（第7話）
- ミコの兄・健太：内田崇吉（第7話）
- 小林：沼田爆（第8話）
- 小林小太郎：速水昌治（第8話）
- ショウタ：冨田晋寛（第9話）
- 天童アキ：小島法子（第10話）
- 五十嵐健三博士：伊豆肇（第11・50・52話）
- 二階堂ヨシオ：下島裕司（第13話）
- 原田：川島一平（第14話）
- 原田タケシ：三宅喜章（第14話）
- 野呂：石見栄英（第16話）
- 野呂一平：杉浦明彦（第16話）
- まなみ：宝田絢子（第19話）
- ユリ：塙紀子（第21話）
- ユリの母：幸田直子（第21話）
- ケンタ：石井克仁（第22話）
- 漫画家志望・星山：小野寺丈（第23話）
- 川本メイ：国実百合（第26話）
- 水着コンテスト司会者：西村智博（第26話）
- 立花一郎：飯塚亮平（第27話）
- ジュンイチ：猪岡拓郎（第28話）
- 竜千之丞：東千代之介（第30話）
- 竜小太郎：竜小太郎（第30話）
- 山地学：橋本巧（第31話）
- 君島昭三：加納健次（第31話）
- 君島ミチル：伊藤愛（第31話）
- 真珠：滝川理恵（第32話）
- 加川博士：柳沢紀男（第34話）
- 加川ルミ：守屋利恵（第34話）
- アナウンサーの声：岸野一彦(第35話）
- 大谷巡査の母：星美智子(第38話）
- 大谷巡査：石井浩司(第38話）
- ラーメン屋の老夫婦：河合絃司、谷本小夜子(第39話）
- 村松アコ：松崎ゆか(第40話）
- 淳子婦警：若杉民(第41話）
- 松原博士：川口啓史(第41話）
- ロックバンド"キングス"（第42話）
  - ボーカル・シミキン：石渡譲
  - リードギター・シゲ：若松達也
- 井原博士：田中洋介（第44話）
- ひろき：古原鉄平（第44話）
- 先生：岩淵俊宣（第45話）
- あつし：横尾建太朗（第45話）
- 津村竜一：加藤街（第47話）
- エイジ：本宮晃（第48話）
- マコト：はづしたいぞう（第48話）

### スーツアクター
ジバンのスーツアクターには当時若手だった横山一敏を起用し、『ブルースワット』まで6年連続でメタルヒーローのスーツアクターを担当することになる。ジバンのアクション用スーツを担当した横山は、本作品で初めて正式なヒーロー役を担当した。横山は、ロボットだがヒーローであることからロボット過ぎない演技とした。
- ジバン（アップ）[17][30]：金田憲明
- ジバン（アクション）[出典 2]、マッド・ガルボ[31]：横山一敏
- ジバン（アクション）[32]：野中博之
- ジバン[33]：岡元次郎
- カメレノイド[32]、ジバン（アクション・最終回代役）[32]：宮崎剛
- ヤギノイド、ジサツノイド：北村隆幸[33]

## スタッフ
前作ではサブライターとして参加していた杉村升が、本作品ではメインライターを担当。以降『特救指令ソルブレイン』まで3作連続でメインライターを務めている。サブライターも前作に引き続き高久進、藤井邦夫、扇澤延男などが脇を固める布陣となった。
演出面では、メタルヒーローシリーズにも長く携わっていた小西通雄が初のパイロット演出を担当。劇場版を含め最多のエピソードを演出し、メイン監督としての技量を見せた。前作『ジライヤ』でメイン監督を務めた三ツ村鐵治は同時期に放映されていた東映不思議コメディーシリーズと掛け持ちであったため、演出本数は前作の半分以下に留まっている。中盤からは『RX』と掛け持ちで小笠原猛も参加し、『RX』終了後はそのまま本作品の演出を専任している。
また『宇宙刑事ギャバン』以来プロデューサーを務めてきた吉川進、折田至の同シリーズにおける最後のプロデュース作品となった。中盤からは『RX』が終了したため堀長文も参加し、堀と替わる形で吉川が途中降板している。

### デザイン関連
前作に引き続き、SFXアドバイザー兼キャラクターデザインとして雨宮慶太が参加し、怪人を中心に独自の雰囲気を醸し出している。また番組後半にかけては篠原保を始め、雨宮が代表を務める「クラウド」関係のスタッフもバイオノイドのデザインに係わっており、当時クラウドに出入りしていた寺田克也や、高校生だったころのなかの★陽が原案を手がけたものも中には存在する。
本作品では雨宮の側から怪人のラインを提案し、モチーフを決めない形でクリーチャーを構築していくという意図があったものの、番組の進行につれてなし崩し的にモチーフありきのデザインが多くなっていった他、演出面でも雨宮の意図が他のスタッフに十分に理解されずに終わることもあったなど、最終的にその意図通りに着地出来たわけではない旨を後年のインタビューにて述懐している。
雨宮はSFXアドバイザーを兼任しており、当時高価でテレビでは使用できなかったCGに近いエフェクトの制作やビデオ素材を用いた合成の提案などを行っていた。

### 音楽関連
本作品の音楽は、当初は前作『世界忍者戦ジライヤ』から若草恵が続投する予定だったが土壇場になってそれが不可能となったため、メタルヒーローシリーズとも縁が深い渡辺宙明に依頼が行われた。少ない作曲時間にもかかわらず、コロムビアレコードのディレクターからの提案を受け、マリンバなどにウェイトを置いた力作を書き上げたものの、実際の作品には『イナズマン』、『アクマイザー3』、『ジャッカー電撃隊』、『大鉄人17』、『スパイダーマン』、「宇宙刑事シリーズ」、『巨獣特捜ジャスピオン』など、過去に渡辺が担当した東映特撮作品からの流用が主に選曲されるという事態となった。これについては選曲担当の金成謙二の存在が大きいとされ、実際に金成が選曲を手がけた『特警ウインスペクター』や『重甲ビーファイター』などといった作品でも同様のケースが見られる。
渡辺宙明は抗議したが結局受け入れられず、関係が大きくこじれたという。本作品以降、劇伴担当者としての渡辺宙明の名は2012年放映の『海賊戦隊ゴーカイジャーVS宇宙刑事ギャバン THE MOVIE』まで22年間、東映実写作品から姿を消すこととなった。当時サントラを購入して楽曲を聴き、実際の作品を見たところの余りにも目立つ過去作品からの劇伴流用に関して、視聴者からのクレームはかなりあったようで、近年発売されたサントラ廉価版における解説でも渡辺の抗議などには触れられていないものの、このエピソードが簡潔ではあるが公式に言及されている。
- プロデューサー：宇都宮恭三（テレビ朝日）、吉川進（第1 - 38話）、折田至、堀長文（第39 - 52話）（東映）
- 原作：八手三郎
- 連載：テレビマガジン、おともだち、たのしい幼稚園、テレビランド
- 脚本：杉村升、藤井邦夫、高久進、扇澤延男、鷺山京子、荒木憲一
- 音楽：渡辺宙明
- アクション監督：金田治、山岡淳二、山田一善、村上潤[注釈 23]（ジャパンアクションクラブ）
- 監督：小西通雄、岡本明久、宮坂清彦、三ツ村鐵治、小笠原猛
- 撮影：瀬尾脩、小泉貴一、工藤矩雄、松村文雄
- 照明：吉岡伝吉、中川勇雄
- 美術：稲野実、河村寅次郎
- 造型：前沢範
- 録音：太田克己
- 編集：菅野順吉
- 選曲：金成謙二
- 効果：大泉音映
- 計測：小泉貴一、田中正博、岡部正治、臼木敏博、石山信雄
- 操演：羽鳥博幸、國米修市
- 記録：栗原節子、深沢いづみ、天池芳美、渡辺由香
- キャラクターデザイン：篠原保[25]、寺田克也[注釈 24]、指田稔[注釈 25]、伊藤淳[注釈 26]
- イラスト：野口竜
- 助監督：宮坂清彦、石田秀範、前嶋守男、岩原直樹、田﨑竜太
- 進行主任：東正信、阿部文仁、大場正弘
- 製作担当：沼尾和典
- 製作デスク：服部栄子、須田啓一
- 企画協力：企画者104
- 装置：東映美術センター、紀和美建
- 美粧：サン・メイク
- 衣裳：東京衣裳
- 装飾：大晃商会
- キャラクター製作：レインボー造型企画
- 合成：チャンネル16
- 現像：東映化学
- ビデオ合成：東通ecgシステム（近藤弘志、前岡良徹、鈴木康夫、大野英樹）
- 車輌協力：MAZDA、SUZUKI
- 撮影協力：NEWMGC、伊豆シャボテン公園、光が丘ライフステーションIMA、積水ハウス
- (株)特撮研究所
  - 操演：鈴木昶、尾上克郎
  - 撮影：高橋政千
  - 照明：林方谷
  - 美術：佛田洋
- 特撮監督：矢島信男
- SFXアドバイザー&キャラクターデザイン：雨宮慶太
- 制作：テレビ朝日、東映、ASATSU

## 主題歌・挿入歌
オープニングテーマ「機動刑事ジバン」
作詞：山川啓介 / 作曲：鈴木キサブロー / 編曲：和泉一弥 / 歌：串田晃（現・串田アキラ）
- 串田は、歌い出しの「ジバン」は、強く出さなければいけないと思い、かなり意気込んで声を出したという。

エンディングテーマ「未来（あした）予報はいつも晴れ」
作詞：山川啓介 / 作曲：鈴木キサブロー / 編曲：和泉一弥 / 歌：串田晃
- 串田は、前作『ジライヤ』のエンディング「SHI・NO・BI '88」に通じる雰囲気を感じたため、抑えて歌ったが、引きすぎてもニュアンスが出ないことから、その駆け引きに少し難しさがあったという。

挿入歌
「吠えろジバン！」（第11 - 13、16、19、21、27、29、31 - 33、35、38、44、45、47、50話）
作詞：杉村升 / 作曲：瑞木薫 / 編曲：埜邑紀見男 / 歌：串田晃
- 第17話では前奏のみ、第23、26、42話では前後奏のみが使用された。

「炸裂パッション」（第33、41、49話）
作詞：冬杜花代子 / 作曲：瑞木薫 / 編曲：埜邑紀見男 / 歌：日下翔平
- 第36話では前後奏のみが使用された。

「ポリスウーマンの秘かなあこがれ」
作詞：冬杜花代子 / 作曲：瑞木薫 / 編曲：埜邑紀見男 / 歌：榎田路子
- 第39、41話ではインストゥルメンタル版が使用された。

「GOYOだ！」（第21、23 - 26、28、29、31、36、37、40、42話）
作詞：山川啓介 / 作曲：鈴木キサブロー / 編曲：埜邑紀見男 / 歌：串田晃
「ジバン3大メカの歌」（第13、14、17、21、23 - 25、47話）
作詞：八手三郎 / 作曲：瑞木薫 / 編曲：埜邑紀見男 / 歌：串田晃
- 第12、15、19、27、29、42、51、52話ではインストゥルメンタル版、第32話ではカラオケ版、第26、28、30、33 - 35、38、39、43、44、46話では前後奏のみが使用された。

「ジバンの秘密」（第16、24話、劇場版）
作詞：宇都宮恭三 / 作曲：瑞木薫 / 編曲：埜邑紀見男 / 歌：日下翔平
- 40、42話では前奏のみ、第15、19、23、32、41、44、51、52話では前後奏が使用された。

「バイオロン軍団現わる！」（第42話）
作詞：冬杜花代子 / 作曲：根岸孝旨 / 編曲：埜邑紀見男 / 歌：串田晃
- 第42話ではロックバンド"キングス"の歌う劇中歌として使用されている。また、第47話ではインストゥルメンタル版、第37、40話では前後奏のみが使用された。

「パーフェクトジバン」（第35、37 - 49、51、52話）
作詞：杉村升 / 作曲：根岸孝旨 / 編曲：埜邑紀見男 / 歌：串田晃
- 第46話ではインストゥルメンタルと併用され、第50話では前後奏のみが使用された。

上記の他、第3話で「てんとう虫のサンバ」、第6話で「アイアイ」、「おもちゃのチャチャチャ」、第38話で「故郷」が使用された。
また、『巨獣特捜ジャスピオン』挿入歌からもそれぞれ、第2話では「熱風野郎ジャスピオン」「いつの日平和が」、第5話では「巨獣たちよ」の前奏部分が流用されている。

## 放送日程
| 放送日         | 放送回 | サブタイトル                           | 登場バイオノイド、その他 | 脚本            | 監督       |
| -------------- | ------ | -------------------------------------- | --- | --------------- | ---------- |
| 1989年01月29日 | 1      | 僕のかわゆい少女ボス                   | - カメレノイド（人間態（東都工科大学理事長）：岩城力也） | 杉村升          | 小西通雄   |
| 2月05日        | 2      | 大好き！ナオトお兄ちゃん               | - ネコノイド（人間態：加地健太郎（怪力銀行強盗・中川）・栗原敏（警視庁捜査一課刑事・池田））                                                                                 | 杉村升          | 小西通雄   |
| 2月12日        | 3      | へんな男とおばけ野菜                   | - ドロノイド（人間態：林家源平、声：依田英助） | 杉村升          | 岡本明久   |
| 2月19日        | 4      | すてきなバラのプレゼント               | - バラノイド（人間態：小倉雄三・湯原弘美（篠原ユキ）） | 藤井邦夫        | 岡本明久   |
| 2月26日        | 5      | 三大メカ出動！アイドルロボを救出せよ！ | - タコノイド（人間態：団巌） | 杉村升          | 宮坂清彦   |
| 3月05日        | 6      | 割れた恐竜の卵のひみつ                 | - ハゲタカノイド（人間態：上田忠好、声：山中一徳） | 高久進          | 宮坂清彦   |
| 3月12日        | 7      | 恐怖のハクションおじさん！             | - カゼノイド（人間態・声：平松慎吾） | 藤井邦夫        | 小西通雄   |
| 3月19日        | 8      | デコボコ！東京モグラ地図               | - モグラノイド（人間態（徳丸社長）：平野稔、声：西尾徳） | 扇澤延男        | 小西通雄   |
| 3月26日        | 9      | 猫になった子犬                         | - ハイエナノイド（人間態・声：江幡高志） | 高久進          | 三ツ村鐵治 |
| 4月02日        | 10     | パパはパパじゃない?!                   | - アクムノイド（人間態（天童博士）・声：立原博） - 夢の中の怪物 | 藤井邦夫        | 三ツ村鐵治 |
| 4月09日        | 11     | 少女と戦士の心の誓い                   | - ウニノイド（声：依田英助） | 杉村升          | 岡本明久   |
| 4月16日        | 12     | 危うし！洋子先輩                       | - 龍の幻影 | 高久進          | 岡本明久   |
| 4月23日        | 13     | 哀しみの少年を救え                     | - スカンクノイド（人間態：関根大学・西尾徳（二階堂）、声：西尾徳） - バイオロン工作員（演：木村修、山田光一、五野上力、山浦栄） - 二階堂夫人＝マーシャの変装（演：伊藤慶子） | 杉村升          | 小西通雄   |
| 4月30日        | 14     | 愛の大逆転ゲーム！                     | - キラーノイド（声：岸野一彦） | 藤井邦夫        | 小西通雄   |
| 5月07日        | 15     | オオカミ男はピアノ好き                 | - オオカミノイド（人間態：岡本美登、声：滝雅也） - オオカミノイド（立原）（人間態（立原修一郎）：吉田淳、声：滝雅也）                                                        | 扇澤延男        | 岡本明久   |
| 5月14日        | 16     | おれは透明人間だぞ!!                   | - クラゲノイド（声：依田英助） | 高久進          | 岡本明久   |
| 5月21日        | 17     | 誕生！対ジバン必殺兵器                 | - アゲハノイド（人間態、声：太地琴恵） | 杉村升          | 小西通雄   |
| 5月28日        | 18     | 母と娘・悲しみの果てに                 | - アゲハノイド - ヒトデノイド | 杉村升          | 小西通雄   |
| 6月04日        | 19     | 電子手帳返上！                         | - チュウシャノイド（声：丸山詠二） | 杉村升          | 岡本明久   |
| 6月11日        | 20     | 町にお金が降って来た！                 | - カネノイド（声：依田英助） | 杉村升          | 岡本明久   |
| 6月18日        | 21     | スズ虫・毒虫・ゲリラ虫                 | - ムシノイド（声：岸野一彦） | 高久進          | 三ツ村鐵治 |
| 6月25日        | 22     | マユミがいた!!                         | - ハンターノイド（声：森篤夫） | 高久進          | 三ツ村鐵治 |
| 7月02日        | 23     | マンガを喰いすぎた怪物                 | - ヤギノイド（声：丸山詠二） | 扇澤延男        | 岡本明久   |
| 7月09日        | 24     | ようこそ!! 大霊界へ                    | - ジサツノイド（声：徳丸完） | 高久進          | 岡本明久   |
| 7月16日        | 25     | 女神サマをぶッとばせ！                 | - バクハノイド（人間態：高橋利道、声：依田英助） | 杉村升          | 小笠原猛   |
| 7月23日        | 26     | 竜に釣られたグルメ美女                 | - リュウノイド（声：西尾徳） | 扇澤延男        | 小笠原猛   |
| 7月30日        | 27     | 愛するわが子は悪魔の子                 | - ムカデノイド（声：新井一典） | 杉村升          | 小西通雄   |
| 8月06日        | 28     | パパはドクターギバ?!                   | - ゾウノイド（声：徳丸完、人間態（ジュンイチの父）：レオ・メンゲティ (声：飯塚昭三）                                                                                         | 杉村升          | 小西通雄   |
| 8月13日        | 29     | 集団見合いで大ドンデン！               | - ダブルノイド（人間態：ブッチャーブラザーズ〈ぶっちゃあ、リッキー〉、声：神山卓三（兄）、篠田薫（弟））                                                                     | 扇澤延男        | 岡本明久   |
| 8月20日        | 30     | 美少年小太郎一座の怪人                 | - カブキノイド（人間態：梅若鈴友、声：依田英助） - 怪物人間 | 鷺山京子        | 岡本明久   |
| 8月27日        | 31     | 真夏の夜のニンジャ合戦                 | - シノビノイド（声：依田英助） - バイオ下忍 | 高久進          | 三ツ村鐵治 |
| 9月03日        | 32     | パールの涙は金色の海に                 | - ディストノイド（声：丸山詠二） | 藤井邦夫        | 三ツ村鐵治 |
| 9月10日        | 33     | ガルボに咲いた千年ハス                 | - ライギョノイド（声：西尾徳） - ガルボの化身（演：垣内かおる、金田憲明） - 千年ハス                                                                                         | 鷺山京子        | 小西通雄   |
| 9月17日        | 34     | 壮絶！ジバン死す                       | - サイノイド（声：依田英助） | 杉村升          | 小西通雄   |
| 9月24日        | 35     | パーフェクトジバンだ！                 | - サイノイド（声：依田英助） | 杉村升          | 岡本明久   |
| 10月01日       | 36     | 夢見るチャンバラ怪物！                 | - チャンバラノイド（人間態・声：高橋利道） | 扇澤延男        | 岡本明久   |
| 10月08日       | 37     | 私は世界一の美女!?                     | - カメノイド（声：新井一典） - ゴーレムコスモ | 杉村升          | 小西通雄   |
| 10月15日       | 38     | 故郷だよ、おっ母さん！                 | - キノコノイド（声：神山卓三） | 扇澤延男        | 小西通雄   |
| 10月22日       | 39     | マユミの指輪爆弾!!                     | - ヤドカリノイド（声：丸山詠二） | 杉村升          | 小笠原猛   |
| 10月29日       | 40     | 大反乱!! お化け時計                    | - パンサーノイド（声：森篤夫） | 高久進          | 小笠原猛   |
| 11月12日       | 41     | 脱線！じゃじゃ馬婦警                   | - ウワバミノイド（声：依田英助） | 荒木憲一        | 三ツ村鐵治 |
| 11月19日       | 42     | 怪物ロックンロール！                   | - ナマズノイド（人間態：岩井節夫、声：山口健） - ティラノザウルスノイド | 扇澤延男        | 三ツ村鐵治 |
| 11月26日       | 43     | ジバンを刺した洋子‥‥!                  | - コブラノイド（人間態：渡部るみ、声：西尾徳） - 宇宙ビールス | 藤井邦夫        | 小西通雄   |
| 12月03日       | 44     | 子供になった天才科学者                 | - スイトルノイド（声：依田英助） - 宇宙蝶 | 鷺山京子        | 小西通雄   |
| 12月10日       | 45     | 恐怖の人間スルメ作戦！                 | - イカノイド（人間態、声：川井康弘） | 荒木憲一        | 岡本明久   |
| 12月17日       | 46     | 好き！二人のお兄ちゃん                 | - 怪物コスモ（クイーンコスモ）（声：松本梨香） - 宇宙生命体 | 杉村升          | 岡本明久   |
| 12月24日       | 47     | 激突！クリスマス決戦!!                 | - ユニコーンノイド（声：森篤夫） | 高久進          | 小笠原猛   |
| 12月31日       | 48     | 年忘れバイオロン退治！                 | - ツリガネノイド（声：依田英助） | 扇澤延男        | 小笠原猛   |
| 1990年01月07日 | 49     | あばかれたジバン基地                   | - ニセハハノイド（声・人間態：太地琴恵） | 鷺山京子        | 小西通雄   |
| 1月14日        | 50     | 二人を結ぶ点と線                       | - 偽ジバン（マッド・ガルボ） | 荒木憲一        | 小西通雄   |
| 1月21日        | 51     | 幻のマユミを斬れ！                     | - マッド・ガルボ | 杉村升 荒木憲一 | 岡本明久   |
| 1月28日        | 52     | 愛の最終決戦!!                         | - ギバノイド（ドクターギバ） - マーシャ、カーシャ | 杉村升          | 岡本明久   |

## 放映ネット局
| 放送対象地域  | 放送局             | 系列                                         | 備考               |
| ------------- | ------------------ | -------------------------------------------- | ------------------ |
| 関東広域圏    | テレビ朝日         | テレビ朝日系列                               | 制作局             |
| 北海道        | 北海道テレビ       | テレビ朝日系列                               |                    |
| 青森県        | 青森放送           | 日本テレビ系列 テレビ朝日系列                | [ 注釈 31 ]        |
| 岩手県        | 岩手放送           | TBS系列                                      |                    |
| 宮城県        | 東日本放送         | テレビ朝日系列                               |                    |
| 秋田県        | 秋田放送           | 日本テレビ系列                               |                    |
| 福島県        | 福島放送           | テレビ朝日系列                               |                    |
| 新潟県        | 新潟テレビ21       | テレビ朝日系列                               |                    |
| 長野県        | テレビ信州         | 日本テレビ系列 テレビ朝日系列                |                    |
| 山梨県        | テレビ山梨         | TBS系列                                      |                    |
| 静岡県        | 静岡けんみんテレビ | テレビ朝日系列                               | [ 注釈 32 ]        |
| 石川県        | 石川テレビ         | フジテレビ系列                               |                    |
| 福井県        | 福井放送           | 日本テレビ系列 テレビ朝日系列                |                    |
| 中京広域圏    | 名古屋テレビ       | テレビ朝日系列                               |                    |
| 近畿広域圏    | 朝日放送           | テレビ朝日系列                               |                    |
| 島根県 鳥取県 | 山陰放送           | TBS系列                                      |                    |
| 広島県        | 広島ホームテレビ   | テレビ朝日系列                               | [ 注釈 33 ]        |
| 山口県        | 山口放送           | 日本テレビ系列 テレビ朝日系列                |                    |
| 香川県 岡山県 | 瀬戸内海放送       | テレビ朝日系列                               |                    |
| 愛媛県        | テレビ愛媛         | フジテレビ系列                               |                    |
| 高知県        | テレビ高知         | TBS系列                                      |                    |
| 徳島県        | 四国放送           | 日本テレビ系列                               |                    |
| 福岡県        | 九州朝日放送       | テレビ朝日系列                               |                    |
| 熊本県        | テレビ熊本         | フジテレビ系列 テレビ朝日系列                | 1989年9月まで      |
| 熊本県        | 熊本朝日放送       | テレビ朝日系列                               | 1989年10月開局から |
| 大分県        | テレビ大分         | 日本テレビ系列 フジテレビ系列 テレビ朝日系列 |                    |
| 宮崎県        | テレビ宮崎         | フジテレビ系列 日本テレビ系列 テレビ朝日系列 |                    |
| 鹿児島県      | 鹿児島放送         | テレビ朝日系列                               |                    |

## 他媒体展開

### 映像ソフト化
いずれも発売元は東映ビデオ。
- ビデオ（VHS、セル・レンタル共通）は劇場版が1990年1月にリリースされている。
- 本作品を始め、当時までに放送されたメタルヒーローシリーズ（ジライヤは除く）を再編集したHEROクラブのビデオ「ジバン誕生！メタルヒーロー大集合」がリリースされている。平成になってから最初のメタルヒーローシリーズということでリリースされた。
- 本作品の第51・52話と次作『ウインスペクター』の第1・2話を再編集したHEROクラブのビデオ「ウインスペクター&ジバン!緊急出動・スーパー刑事！」がリリースされている。内容はジバンからウインスペクターへの引き継ぎを兼ねたものとなっている。
- DVDは2009年6月21日から10月21日にかけて全5巻（各巻2枚組・10話（Vol.3・Vol.4は11話）収録）がリリースされた。テレビシリーズの初ソフト化であり、最終巻である第5巻には、次作『特警ウインスペクター』の予告も収録されている。

### 映画作品
機動刑事ジバン（1989年7月15日公開）
脚本：杉村升 監督：小西通雄
登場バイオノイド：アンモブロック、コウモリブロック、スパイダーブロック、ダイギバノイド（声：依田英助）
本作品の映画作品で、東映まんがまつりの一編として上映タイトルロゴはテレビシリーズのそれとは異なる独自のものが用いられた。脚本の杉村の初の劇場作品。
副題として「大爆発!!恐怖の怪物工場」が用いられる場合もある。
本作品以後、2020年8月14日に『仮面ライダー電王 プリティ電王とうじょう!』が公開されるまで、東映まんがまつりで特撮作品が上映されることはなかった。
2007年12月7日に発売された『東映特撮ヒーロー THE MOVIE BOX』や、2009年10月21日に発売された『機動刑事ジバン Vol.5』および、同年11月21日発売の『東映特撮ヒーロー THE MOVIE Vol.6』に収録されている。

仮面ライダー×スーパー戦隊×宇宙刑事 スーパーヒーロー大戦Z（2013年4月27日公開）
仮面ライダーシリーズとスーパー戦隊シリーズとメタルヒーローシリーズの映画。ゴーカイシルバーの二段変身という形でジバンが登場。

### ネットムービー
ネット版 仮面ライダー×スーパー戦隊×宇宙刑事 スーパーヒーロー大戦乙!〜Heroo!知恵袋〜あなたのお悩み解決します!
前述の『スーパーヒーロー大戦Z』のスピンオフ作品で、東映特撮BBやテレ朝動画などで配信。「スーパーヒーローのお悩み」の一篇にジバンが登場。

## CS放送・ネット配信
CS放送
- 東映チャンネル
  - 2005年5月 - 11月（「GO! GO! ヒーローズ」枠）
  - 2016年4月 - 10月
  - 2018年2月 - 8月（いずれも「メタルヒーロータイム」枠）

ネット配信
- 東映特撮 YouTube Official
  - 2011年8月1日 - 2012年1月29日
  - 2014年3月31日 - 9月28日
  - 2016年6月9日 - 12月8日
  - 2020年1月23日 - 7月23日
- 東映特撮ニコニコおふぃしゃる
  - 2012年3月26日 - 2013年3月6日